# تخت خون على (كوشك)
تخت خون على (بالفارسية: تلخ‌آب خونعلی) هي منطقة سكنية تقع في إيران في قسم كوشك الريفي. يقدر عدد سكانها بـ 84 نسمة بحسب إحصاء 2016.